# IC 3238
IC 3238 ist eine Linsenförmige Galaxie vom Hubble-Typ S0/a im Sternbild Coma Berenices am Nordsternhimmel. Sie ist schätzungsweise 567 Millionen Lichtjahre von der Milchstraße entfernt und hat einen Durchmesser von etwa 65.000 Lichtjahren. Die Galaxie wird unter der Katalognummer VVC 617 als Mitglied des Virgo-Galaxienhaufens gelistet ist dafür jedoch zu weit entfernt.

Im selben Himmelsareal befinden sich u. a. die Galaxien NGC 4298, NGC 4302, NGC 4377, IC 3244.
Das Objekt wurde am 7. Mai 1904 von Royal Harwood Frost entdeckt.